# Чимкентский район
Чимке́нтский район (каз. Шымкент ауданы) — единица административного деления Южно-Казахстанской области Казахской ССР (до 1936 — Казакской АССР), существовавшая в 1930—1932 и 1938—1957 годах.

## История
Чимкентский район был образован 17 декабря 1930 года в составе Казакской АССР на территории Бадамского и части Беловодского районов и города Чимкента.
1 февраля 1932 года Чимкентский район был упразднён.
14 января 1938 года Чимкентский район был восстановлен в составе Южно-Казахстанской области.
По данным 1951 года район включал 8 сельсоветов: Алтын-Тюбинский, Кайнар-Булакский, Кара-Тюбинский, Катын-Купрюкский, Кзыл-Жарский, Кзыл-Суский, Кумыш-Булакский и Тас-Сайский.
13 ноября 1957 года Чимкентский район был упразднён, а его территория передана в Сайрамский район.

## Население
По данным переписи 1939 года, в Чимкентском районе проживало 22 128 человек. Национальный состав района был таким: казахи — 50,8 %, узбеки — 24,3 %, русские — 16,2 %, украинцы — 4,9 %, татары — 1,1 %